# Boudewijnkanaal
Het Boudewijnkanaal werd gegraven tussen 1896 en 1905. Het heette toen: Kanaal Brugge-Zeebrugge. In 1953 werd het kanaal omgedoopt tot Boudewijnkanaal, ter gelegenheid van het bezoek (in 1951) van Koning Boudewijn. Het loopt doorheen het hele havengebied van Brugge-Zeebrugge en verbindt de Zeebrugse voorhaven met de Brugse binnenhaven. Het biedt Zeebrugge tevens een binnenvaartverbinding via de Brugse ringvaart en het kanaal Gent-Brugge. Over zijn totale loop is het ongeveer 12 kilometer lang en bevindt het zich volledig binnen de stadsgrenzen van Brugge.

## Sluizen
- Brugge: Boudewijnsluis
- Zeebrugge: Visartsluis

Bij de graafwerken van het Boudewijnkanaal in 1900 vond men de sporen van de eerste Kelten. Het waren sporen van de huizen en van hun technieken om zout in de zee te halen.

## Bruggen
Over het kanaal liggen van Brugge naar zee de volgende bruggen:
| Km.: | Naam:                                 | Soort:                                                                | Traject:                                                                                           | Afbeelding: |
| ---- | ------------------------------------- | --------------------------------------------------------------------- | -------------------------------------------------------------------------------------------------- | ----------- |
|      | Boudewijnbrug en Kleine Boudewijnbrug | verkeersbrug en fiets- en voetgangersbrug (basculebrug en ophaalbrug) | R30 Ring Brugge (Sint-Pieterskaai)                                                                 |             |
|      | Boudewijnsluisbrug                    | verkeersbrug (ophaalbrug)                                             | Brugge (Sluisstraat)                                                                               |             |
|      | Herdersbrug                           | verkeersbrug (basculebrug)                                            | N348 Dudzele (Stationsweg)                                                                         |             |
|      | Roskambrug                            | verkeersbrug (basculebrug)                                            | Antwerpen - Brugge                                                                                 |             |
|      | Dudzele Spoorbrug                     | spoorbrug (basculebrug)                                               | Spoorlijn 51B Brugge - Knokke                                                                      |             |
|      | Straussbrug                           | spoorbrug en verkeersbrug met trambaan (basculebrug)                  | Spoorlijn 51A Brugge - Zeebrugge N34b De Panne - Knokke (Issaballalaan) Kusttram De Panne - Knokke |             |
|      | Visartbrug                            | verkeersbrug met trambaan (draaibrug)                                 | De Panne - Knokke (Kustlaan) Kusttram De Panne - Knokke                                            |             |

## Verbinding met andere kanalen
- Brugge: Ringvaart

## Galerij
Foto's komende van Zeebrugge, steeds verder landinwaarts richting Brugge:

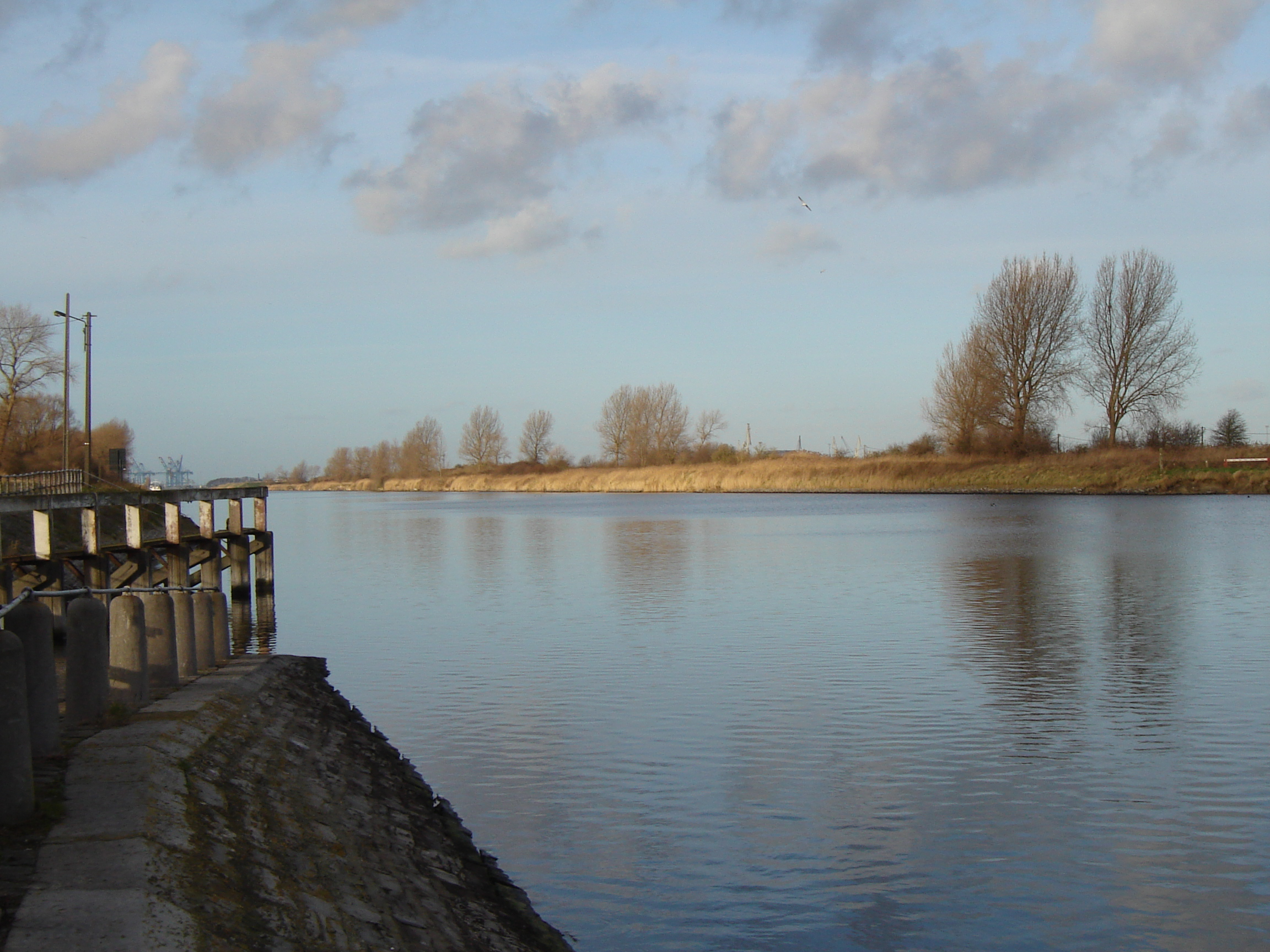
Boudewijnkanaal met de achterhaven op de achtergrond (richting zee)
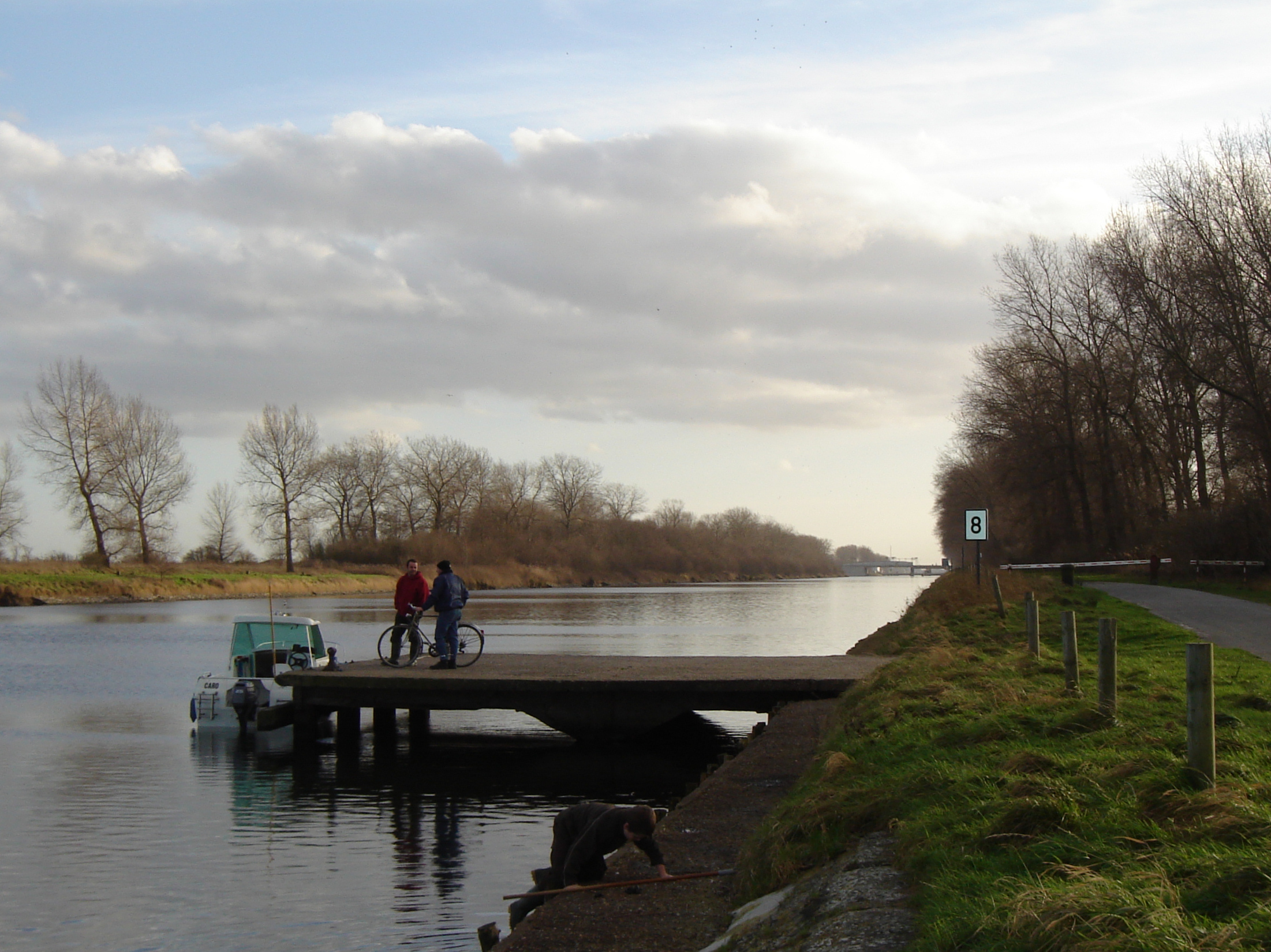
Boudewijnkanaal met de spoorwegbrug lijn Brugge - Knokke en de Herdersbrug op de achtergrond (richting Brugge)
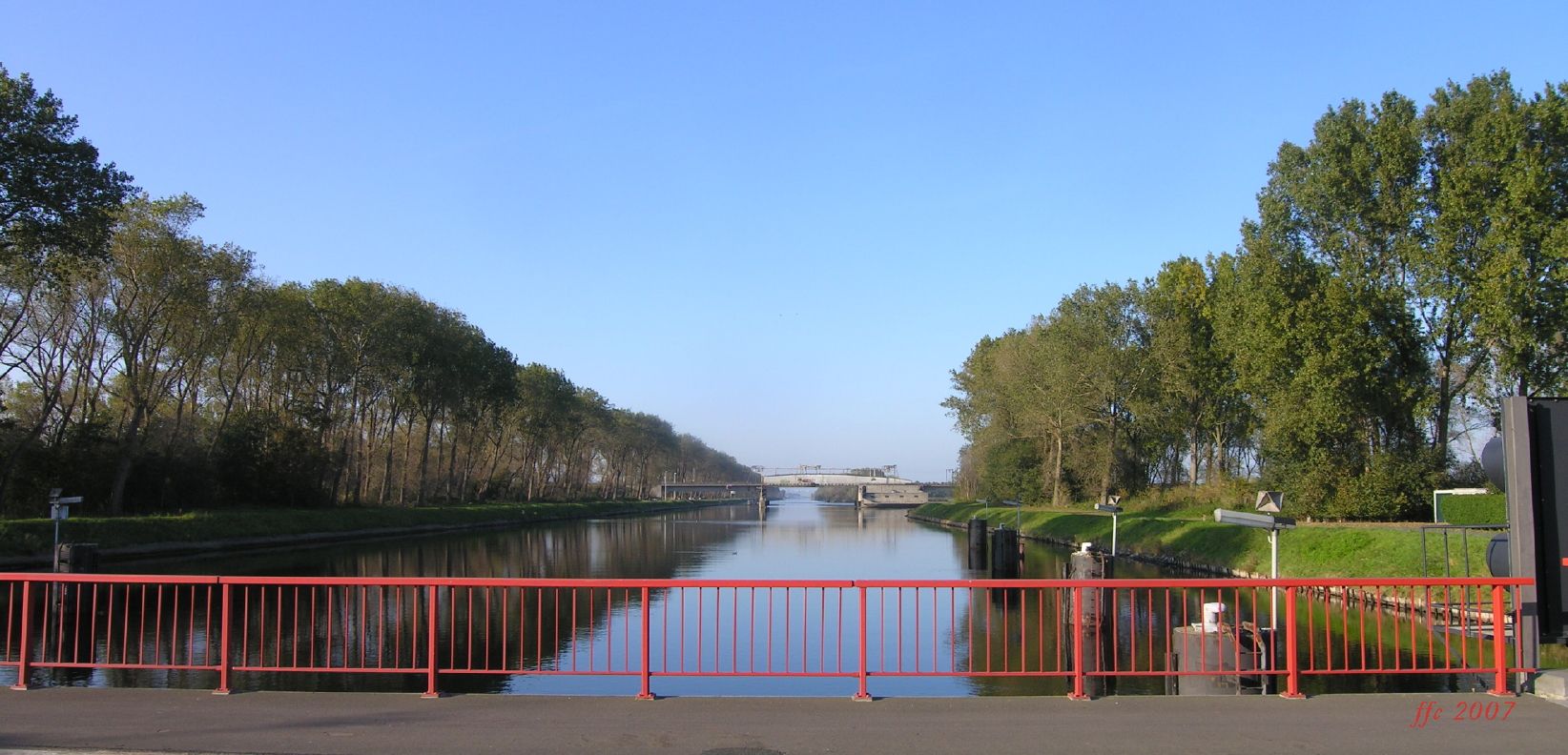
Boudewijnkanaal ter hoogte van Dudzele met de spoorwegbrug lijn Brugge - Knokke van op de Herdersbrug (richting zee)
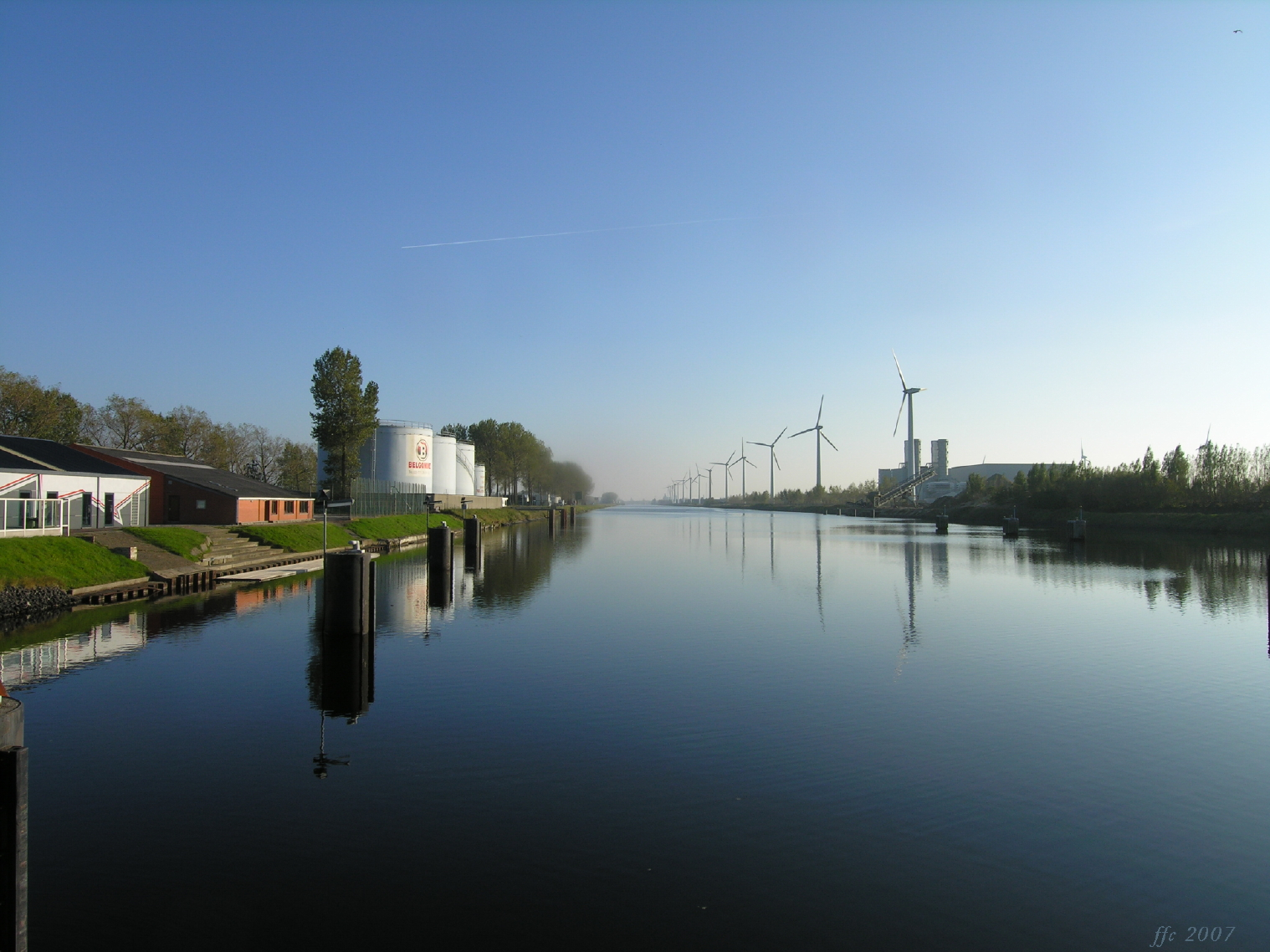
Boudewijnkanaal ter hoogte van Dudzele met binnenhaven op de achtergrond (richting Brugge)
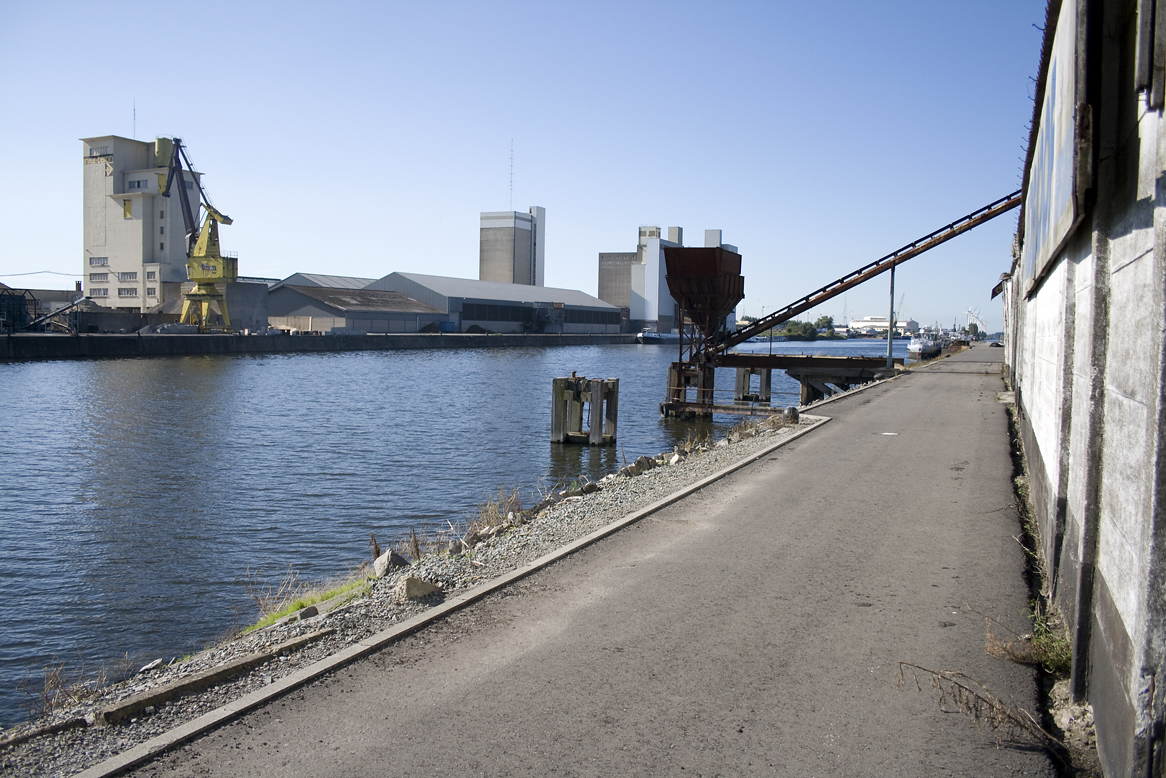
Emile Cousindok in de binnenhaven in Brugge (richting zee)
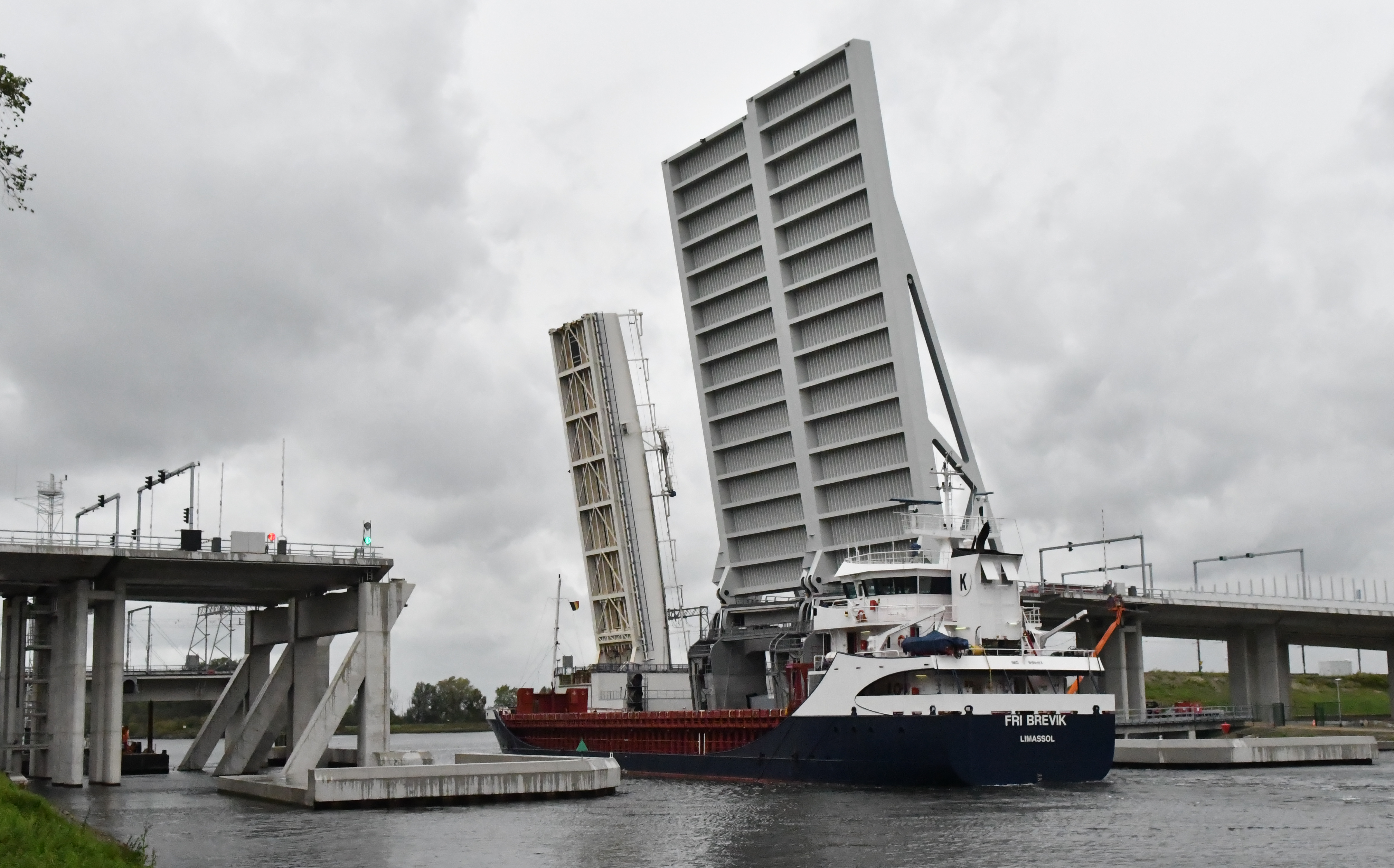
Basculebruggen in de A11 en spoorwegbrug over het Boudewijnkanaal